# 에스타디오 시우다드 데 라누스 - 네스토르 디아스 페레스
에스타디오 시우다드 데 라누스 - 네스토르 디아스 페레스(스페인어: Estadio Ciudad de Lanús - Néstor Díaz Pérez)는 아르헨티나 그란부에노스아이레스 남쪽의 라누스에 위치한 다목적 경기장이다. 아르헨티나 프리메라 디비시온 CA 라누스의 홈 경기장으로 주로 사용되며, 요새라는 뜻의 애칭 라 포르탈레사(La Fortaleza)로 흔히 불리고 있다.

## 역사
에스타디오 시우다드 데 라누스는 원래 마르가리타 웨일드 가와 헤네랄 데에사 가 교차점(Margarita Weild y General Deheza)에 위치하고 있었다. CA 라누스가 1915년에 창단하자, 새로운 경기장 설립에 대한 논의가 이루어져 1929년 2월 24일 새 경기장이 개장하게 되었다. 새 경기장은 아리아스 가와 기디 가 교차점(Arias y Guidi)에 건립되었고, 처음에는 나무 판자로 만들어졌다. 기디 가는 나중에 클럽 역사에서 가장 중요한 선수 중 하나인 후안 엑토르 기디의 이름이 붙은 거리이다.

## 재개장과 보수 공사
경기장은 1990년부터 2003년 중반까지 진행된 기나긴 보수 공사를 통해 완전히 바뀌게 된다. 원래 있던 경기장은 완전히 부수고 그 자리에 46,619명의 관중을 수용할 수 있는 새 경기장이 시멘트로 건립되었다. 최근의 보수 공사는 2006년에 있었던 것으로, 미디어석을 확충하는 공사가 이루어졌다.